# Дедушка (фильм)
«Дедушка» (исп. El abuelo) — испанский фильм, снятый в 1998 году режиссёром Хосе Луисом Гарси по роману «Дед» Бенито Переса Гальдоса, затрагивающему такие вопросы, как выбор между честью и любовью, между прощением и ненавистью. «Дедушка» является третьей экранизацией этого знаменитого произведения. Премьера состоялась 16 октября 1998 года в Испании.

## Сюжет
Дон Родриго де Ариста Потестад — граф Альбрит, сеньор Иерусалима и Польши, человек известного дворянского рода — приезжает в родной город, где живут его внучки и жена покойного сына. Перед смертью, сын Дона Родриго написал ему письмо, в котором раскрывает тайну своей жены и рассказывает отцу, что одна из девочек — не его родная внучка. В это время в правительстве Испании партии либералов и консерваторов стремительно сменяют друг друга, дворянство теряет свою власть, старые понятия и ценности становятся все более туманными, поэтому Дону Родриго необходимо выяснить, которая из внучек настоящая, чтобы спасти честь своей семьи.

## В ролях
- Фернандо Фернан Гомес (Fernando Fernán Gómez) — Дон Родриго де Ариста Потестад (Don Rodrigo de Arista Potestad)
- Рафаэль Алонсо (Rafael Alonso) — Дон Пио Коронадо (Don Pío Coronado)
- Каэтана Гильен Куэрво (Cayetana Guillén Cuervo) — Донья Лукресия Ричмонд (Doña Lucrecia Richmond)
- Агустин Гонсалес (Agustín González) — Сенен Корчадо (Senén Corchado)
- Кристина Крус (Cristina Cruz) — Долли (Dolly)
- Алисия Росас (Alicia Rozas) — Нелли (Nelly)
- Фернандо Гильен (Fernando Guillén) — мэр Херусы (Alcalde de Jerusa)
- Франсиско Пикер (Francisco Piquer) — настоятель монастыря Саратай (Prior de Zaratay)
- Мария Массип (María Massip) — Грегория (Gregoria)
- Хосе Кариде (José Caride) — Венансио (Venancio)
- Франсиско Алгора (Francisco Algora) — Дон Кармело (Don Carmelo)
- Эмма Коэн (Emma Cohen) — Висента, жена мэра (Vicenta, la alcaldesa)
- Хуан Калот (Juan Calot) — Дон Сальвадор, врач (Don Salvador, médico)
- Конча Гомес Конде (Concha Gómez Conde) — Донья Консуэлито (Doña Consuelito)
- Нуриа Родригес (Nuria Rodríguez) — служанка (Criada)
- Антонио Валеро (Antonio Valero) — Дон Хайме, министр (Don Jaime, ministro)

## Премьера
Мировая премьера состоялась 16 и 30 октября 1998 в Испании. В Аргентине фильм показали 1 июля 1999 года, а в Америке — в октябре 1999 на международном кинофестивале в Чикаго.

## Награды и номинации
Оскар (1999):
| Номинация                           | Награда  |
| ----------------------------------- | -------- |
| «Лучший фильм на иностранном языке» | Номинант |

Премия «Гойя» (1999):
| Номинация                                              | Награда    |
| ------------------------------------------------------ | ---------- |
| «Лучший фильм»                                         | Номинант   |
| «Лучшая мужская роль» (Фернандо Фернан Гомес)          | Победитель |
| «Лучшая женская роль» (Каэтана Гильен Куэрво)          | Номинант   |
| «Лучшая мужская роль второго плана» (Агустин Гонсалес) | Номинант   |
| «Лучшая режиссура» (Хосе Луис Гарси)                   | Номинант   |
| «Лучший адаптированный сценарий»                       | Номинант   |
| «Лучшая работа оператора»                              | Номинант   |
| «Лучшая работа художника по костюмам»                  | Номинант   |
| «Лучший звук»                                          | Номинант   |
| «Лучший монтаж»                                        | Номинант   |
| «Лучшая работа художника-постановщика»                 | Номинант   |
| «Лучший продюсер»                                      | Номинант   |
| «Лучший грим»                                          | Номинант   |